# Vähävesi
Vähävesi är en sjö i Finland. Den ligger i kommunen Ikalis i landskapet Birkaland, i den sydvästra delen av landet, 200 km norr om huvudstaden Helsingfors. Vähävesi ligger 126,3 meter över havet. I omgivningarna runt Vähävesi växer i huvudsak blandskog. Arean är 47,3 hektar och strandlinjen är 5,22 kilometer lång. Sjön  ingår i Kumo älvs huvudavrinningsområde. 
I Vähävesi finns bland annat ön Kirkkosaari.